# Procerosoma alini
Procerosoma alini är en tvåvingeart som beskrevs av Shatalkin 1991. Procerosoma alini ingår i släktet Procerosoma och familjen träflugor. Inga underarter finns listade i Catalogue of Life.